# Americká běžná jednotka
U amerických běžných jednotek (U.S. customary units) se jedná o měrný systém, používaný v USA a převzatý – s některými změnami – z britského systému imperiálních jednotek. Jejich definice se dnes odvozuje z jednotek soustavy SI.
Většina běžných jednotek nese stejné názvy jako jednotky britského imperiálního systému. Jejich definice jsou však v mnoha případech rozdílné, tyto rozdíly jsou mnohdy velice podstatné. Mnohé jednotky byly navíc používány v různé míře nebo pro různé účely.
Několik zvláštních pojmenování existuje u jednotek, kde by mohlo dojít k iritacím; tyto názvy však nejsou závazné, takže je mnohdy jen z kontextu nebo zdroje údaje možno posoudit, o jakou jednotku se jedná. Nejčastější rozdíly v pojmenování jsou:
- krátká tuna (short ton) pro americkou tunu na rozdíl od dlouhé tuny (long ton) pro anglickou tunu (zřídka se používá i názvů net ton resp. gross ton)
- u jednotek objemu U.S. barrel a U.S. gallon pro americké jednotky (na rozdíl od imperiálních jednotek, kde se – velice zřídka – používá Imp. barrel a Imp. gallon)

Přestože jsou v USA zjevné snahy převést měrný systém na metrické jednotky SI, nebylo dosud dosaženo velkých výsledků. Jak průmysl tak i obchod užívají převážně starého amerického systému, který stojí v popředí i ve veřejných školách. Pouze ve vědeckých pracích jsou preferovány metrické jednotky.